# 사랑이 꽃피는 계절
사랑이 꽃피는 계절은 KBS 2TV에서 방영되었던 KBS 청춘드라마이다.

## 기획 의도
고교생들의 성장과정 드라마

## 제작진
- 극본 : 서현주, 하명희
- 연출 : 노동렬

## 출연진
- 김연주
- 노현희
- 류용진
- 박재현
- 이인혜
- 이주화
- 장용
- 주민준
- 최란
- 하다솜
- 한혜진
- 황동주